# Chatmongkol Thongkiri
Chatmongkol Thongkiri (thailändisch ฉัตรมงคล ทองคีรี; * 5. Mai 1997), auch als Chat bekannt, ist ein thailändischer Fußballspieler.

## Karriere
Chatmongkol Thongkiri erlernte das Fußballspielen in der Jugendmannschaft beim Songkhla United FC. Bis Ende 2017 stand er beim Phuket FC unter Vertrag. Der Verein aus Phuket spielte in der dritten Liga, der damaligen Regional League Division 2. Hier trat Phuket in der Southern Region an. Im Januar 2017 wechselte er ein die erste Liga. Hier unterschrieb er in Pathum Thani einen Zweijahresvertrag bei Bangkok Glass. Die Saison 2018 wurde er an den Zweitligisten Chiangmai FC ausgeliehen. Als Tabellendritter der zweiten Liga stieg der Verein am Ende der Saison in die erste Liga auf. Nach dem Aufstieg verließ er Bangkok Glass und schloss sich dem Chainat Hornbill FC an. Mit dem Club aus Chainat spielte er in der ersten Liga, der Thai League. Nach Saisonende und 25 Spielen für Hornbill musste der Verein als Tabellenfünfzehnter in die zweite Liga absteigen. Chatmongkol Thongkiri wechselte zur Saison 2020 nach Bangkok. Hier schloss er sich dem Erstligisten Port FC an. Hier bestritt er 2020 ein Erstligaspiel. Im Juni wurde er vom Ligakonkurrenten Muangthong United ausgeliehen. Für den Verein aus Pak Kret stand er 24-mal in der ersten Liga auf dem Spielfeld. Im Mai 2021 wechselte er wieder zu seinem ehemaligen Verein BG Pathum United FC.  Am 1. September 2021 gewann er mit BG den Thailand Champions Cup. Das Spiel gegen den FA-Cup-Gewinner Chiangrai United im 700th Anniversary Stadium in Chiangmai gewann man mit 1:0. Am Saisonende 2021/22 wurde er mit BG Vizemeister. Am 6. August 2022 gewann er zum zweiten Mal mit BG den Champions Cup. Das Spiel gegen den Meister Buriram United wurde mit 3:2 gewonnen. Am 20. Mai 2023 stand BG das Endspiel des Thai League Cup. Das Finale wurde gegen Buriram United mit 2:0 verloren. Im Januar 2024 wechselte er für den Rest der Saison auf Leihbasis zum Ligakonkurrenten PT Prachuap FC. Für den Verein aus Prachuap bestritt er 30 Ligaspiele. Nach der Ausleihe kehrte er im Sommer 2025 zu BG zurück.

## Erfolge
BG Pathum United FC
- Thailändischer Vizemeister: 2021/22
- Thailändischer Supercup-Sieger: 2021, 2022
- Thailändischer Ligapokalfinalist: 2022/23